# Rubus picticaulis
Rubus picticaulis es una especie de planta del género Rubus, perteneciente a la familia Rosaceae.

## Taxonomía
Rubus picticaulis fue descrita por H. E. Weber en 1987.

## Distribución
Se encuentra en el territorio de Países Bajos y Alemania.